# Silvije Degen
Silvije Degen (Bjelovar, 15. lipnja 1942.) hrvatski je odvjetnik i političar.
Veći dio života proveo je u Zagrebu. U Zagrebu je završio gimnaziju 1961., a 1967. Pravni fakultet te odvjetničko pripravništvo 1967.–1970. Osamdesetih godina prošlog stoljeća postao je jedan od najpoznatijih odvjetnika u Jugoslaviji, a kasnije u samostalnoj Hrvatskoj. Bio je sklon preuzimanju visokoprofilnih kaznenih postupaka, a poznat je i kao branitelj po službenoj dužnosti na suđenju Andriji Artukoviću.
Početkom 1990-ih Degen ulazi u politiku. Godine 1992. Degen je bio vođa Socijalističke stranke Hrvatske, koja je bila sljednica Socijalističkoga saveza radnoga naroda Hrvatske. Na hrvatskim predsjedničkim izborima 1992. godine, završio je peti sa 108.979 ili 4,07% glasova. Kad je 1994. osnovana Akcija socijaldemokrata Hrvatske na čelu s Mikom Tripalom, Degen se priključio toj stranci i postao potpredsjednik. Nakon Tripalove smrti izabran je za predsjednika stranke.
Kao odvjetnik zastupao je i branio mnoge poznate osobe među kojima su osim već spomenutog Andrije Artukovića, bili i Željko Ražnatović Arkan (nakon što ga je hrvatska vojska uhitila na Banovini 1991.), bivša ravnateljica Caritasa Zagrebačke nadbiskupije Jelena Brajša, tv-voditelj Željko Malnar, general Martin Špegelj, ginekolog Asim Kurjak, predsjednik Nogometnog saveza Jugoslavije Slavko Šajber, bivši pripadnik srpske paravojske Milan Španović i optuženik za ubojstvo Srđan Mlađan.
Bio je član nadzornih odbora više poduzeća i vlasnik trgovine odjećom.
Doživotni je počasni predsjednik "Kluba Zagrepčana", koji je suosnovao.
U ranoj mladosti bio je aktivan rukometaš, jedan od osvajača Prvog kupa Jugoslavije. Bio je predsjednik kluba kada je Rukometni klub Zagreb osvajao najveća europska priznanja (finale Kupa kupova). Prvi je predsjednik Ski kluba Zagreb.
Razmatrao je i proučavao pravne aspekte bioetike i pitanja pobačaja, eutanazije, umjetne oplodnje i transplatacije. Predavao je na Medicinskom fakultetu i bio uključen u pravno-medicinske rasprave o pitanjima bioetike.
Zbog bolesti transplatirana mu je jetra.